# Uíge
Uíge er en by i den nordvestlige del af Angola med et indbyggertal på 599.000 (2019) indbyggere. Byen er hovedstad i provinsen Uíge.